# Grigorăuca, Soroca
Grigorăuca este un sat din cadrul comunei Bădiceni din raionul Soroca, Republica Moldova.
A fost atestat în anul 1909 și fondat de țăranii care au cumpărat pământ aici cu ajutorul Băncii Țărănești. Este situat într-o regiune de coline între dealurile Ratuș și Hîrtop.

## Demografie
Conform recensământului populației din 2004, satul Grigorăuca avea 153 de locuitori: 145 de moldoveni/români, 5 ucraineni și 3 ruși.